# Saint-Vivien, Dordogne
Saint-Vivien là một xã, nằm ở tỉnh Dordogne vùng Aquitaine của Pháp. Xã này có diện tích 8,53 km², dân số năm 2005 là 277 người. Xã nằm ở khu vực có độ cao trung bình 92 m trên mực nước biển.

## Thông tin nhân khẩu
| Năm | 1962 | 1968 | 1975 | 1982 | 1990 | 1999 | 2005 |
| --- | ---- | ---- | ---- | ---- | ---- | ---- | ---- |
| Dân số | 249  | 274  | 247  | 250  | 242  | 241  | 277  |
| From the year 1962 on: No double counting—residents of multiple communes (e.g. students and military personnel) are counted only once. |      |      |      |      |      |      |      |